# NGC 403
NGC 403 é uma galáxia espiral (S0-a) localizada na direcção da constelação de Pisces. Possui uma declinação de +32° 45' 06" e uma ascensão recta de 1 horas, 09 minutos e 14,2 segundos.
A galáxia NGC 403 foi descoberta em 29 de Agosto de 1862 por Heinrich Louis d'Arrest.